# Libertia pulchella
Libertia pulchella är en irisväxtart som först beskrevs av Robert Brown, och fick sitt nu gällande namn av Spreng.. Libertia pulchella ingår i släktet Libertia och familjen irisväxter. Inga underarter finns listade i Catalogue of Life.